# Saulon-la-Rue
Saulon-la-Rue ist eine französische Gemeinde mit 707 Einwohnern (Stand 1. Januar 2022) im Département Côte-d’Or in der Region Bourgogne-Franche-Comté. Sie gehört zum Arrondissement Beaune und zum Kanton Nuits-Saint-Georges.

## Geographie
Nachbargemeinden von Saulon-la-Rue sind Fénay im Norden, Saulon-la-Chapelle im Osten, Barges im Südosten, sowie Gevrey-Chambertin im Südwesten.

## Bevölkerungsentwicklung
| Jahr                       | 1962 | 1968 | 1975 | 1982 | 1990 | 1999 | 2011 |
| Einwohner                  | 239  | 238  | 326  | 378  | 451  | 526  | 664  |
| Quellen: Cassini und INSEE |      |      |      |      |      |      |      |

## Sehenswürdigkeiten
- Schloss Saulon